# Pineville (Virginia Occidentale)
Pineville è un comune degli Stati Uniti d'America, situato nello Stato della Virginia Occidentale, nella contea di Wyoming, della quale è il capoluogo.